# Tanjung Baru (Merbau Mataram)
Tanjung Baru is een bestuurslaag in het regentschap Lampung Selatan van de provincie Lampung, Indonesië. Tanjung Baru telt 6636 inwoners (volkstelling 2010).